# Diploglossus nigropunctatus
Diploglossus nigropunctatus är en ödleart som beskrevs av  Barbour och SHREVE 1937. Diploglossus nigropunctatus ingår i släktet Diploglossus och familjen kopparödlor.
Artens utbredningsområde är Kuba. Inga underarter finns listade i Catalogue of Life.